# Повенчанка (река, впадает в Онежское озеро)
Повенчанка — река в России, протекает по территории Повенецкого городского поселения Медвежьегорского района Республики Карелии.

## Физико-географическая характеристика
Впадает на высоте 33,0 м над уровнем моря в Повенецкую бухту Онежского озера.
В нижнем течении Повенчанка протекает через посёлок городского типа Повенец, через который проходит трасса А119 («Вологда — Медвежьегорск — автомобильная дорога Р-21 „Кола“»).

## Фотографии
|  |  |